# Es Serral
Es Serral és un redol de cases i camp de Santa Maria del Camí, situat en un petit turó (150 m.) a l'esquerra de l'entrada al poble des de Ciutat. El nom fa referència a la forma de petit turó allargat. Es Serral confronta amb ses Basses de Marratxí, es Rafal, Son Montserrat i es Colcador. Les cases constitueixen una tirada d'edificacions mirant a llevant que ocupa la part més alta del turó.